# Nhện chiên
Nhện chiên là một món ăn nhẹ của vùng miền Campuchia. Ở thị trấn Skuon của Campuchia (Cheung Prey, tỉnh Kampong Cham), việc bán nhện chiên như một món ăn vặt đặc sản là một điểm thu hút đông đảo du khách khi đến thị trấn này. Nhện cũng có ở những nơi khác Campuchia – ví dụ như ở Phnôm Pênh – nhưng Skuon, một thị trấn trên đường cao tốc cách thủ đô 75 kilômét (47 mi), là trung tâm phổ biến của chúng. Những con nhện được nuôi trong các lỗ trên mặt đất ở các ngôi làng phía bắc Skuon, hoặc được săn bắt ở đất rừng gần đó, rồi chiên trong dầu. Không rõ phong tục này bắt đầu như thế nào, nhưng một số người cho rằng người dân có thể đã bắt đầu ăn nhện vì tuyệt vọng trong những năm Khmer Đỏ cai trị, trong điều kiện thực phẩm thiếu thốn.
Nhện được sử dụng chế biến là loài tarantula được gọi là "a-ping" trong tiếng Khmer, có kích thước bằng lòng bàn tay. Mỗi món có giá khoảng 300 riel vào năm 2002, tương đương khoảng 0,08 đô la Mỹ. Một cuốn sách du lịch xác định chúng thuộc loài Haplopelma albostriatum, được biết đến một cách thông tục là  nhện tarantula chân vằn Thái Lan, và lưu ý rằng tên chung của loài này đã là "nhện ăn được" trong hơn một trăm năm. Tuy nhiên, sự phổ biến của món ăn này chỉ là một hiện tượng gần đây, bắt đầu từ cuối những năm 1990. Cuốn sách này cũng nêu chi tiết về một công thức: những con nhện được trộn với hỗn hợp bột ngọt, đường và muối; tỏi băm nhỏ chiên trong dầu cho đến khi có mùi thơm, sau đó cho nhện vào chiên cùng với tỏi cho đến khi "chân gần như cứng hoàn toàn, lúc đó chất dịch trong bụng không chảy ra nhiều."
Hương vị được mô tả là nhạt nhẽo, "giống như sự kết hợp giữa thịt gà và cá tuyết", với sự tương phản về kết cấu từ bên ngoài giòn đến phần giữa mềm. Chân chứa ít thịt, trong khi đầu và thân có "phần thịt trắng mỏng bên trong". Tuy nhiên, phần bụng thường không được sử dụng vì nó chứa một chất sệt màu nâu bao gồm các cơ quan, có thể là trứng và phân. Một số người gọi nó là đặc sản trong khi những người khác lại khuyên không nên ăn.
Tại México, nhện tarantula được cung cấp trong bánh taco, với một khẩu phần guacamole. Tuy nhiên, luật pháp México cấm bán loài nhện tarantula cho con người,  những nhà cung cấp món ăn này đã bị chính quyền đóng cửa.